# Vojvođanska banka
Die Vojvođanska Banka ist eine Universalbank mit Sitz in Novi Sad, Serbien. Von 2006 bis 2017 gehörte die Bank zur National Bank of Greece.

## Geschichte

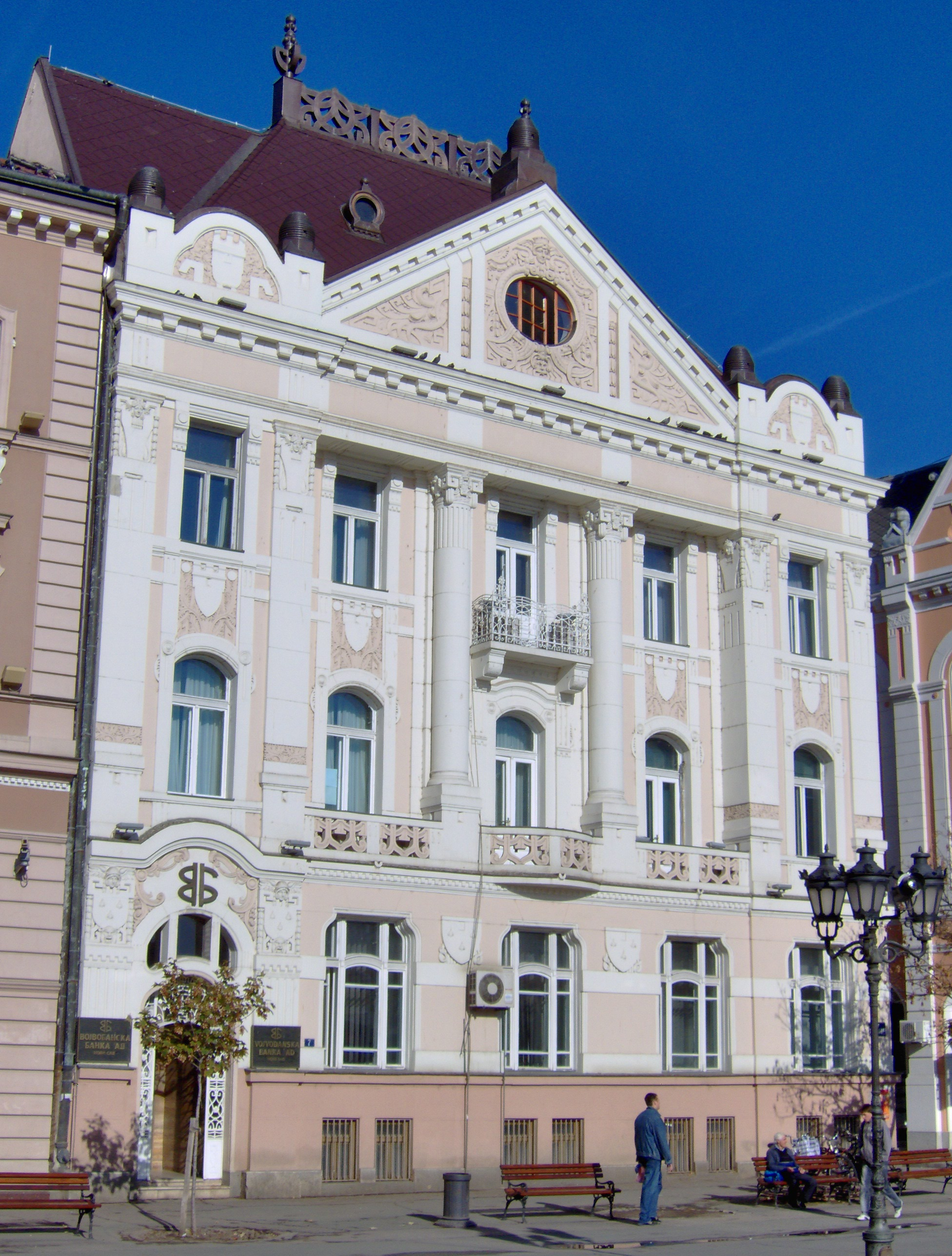
Der historische Stammsitz

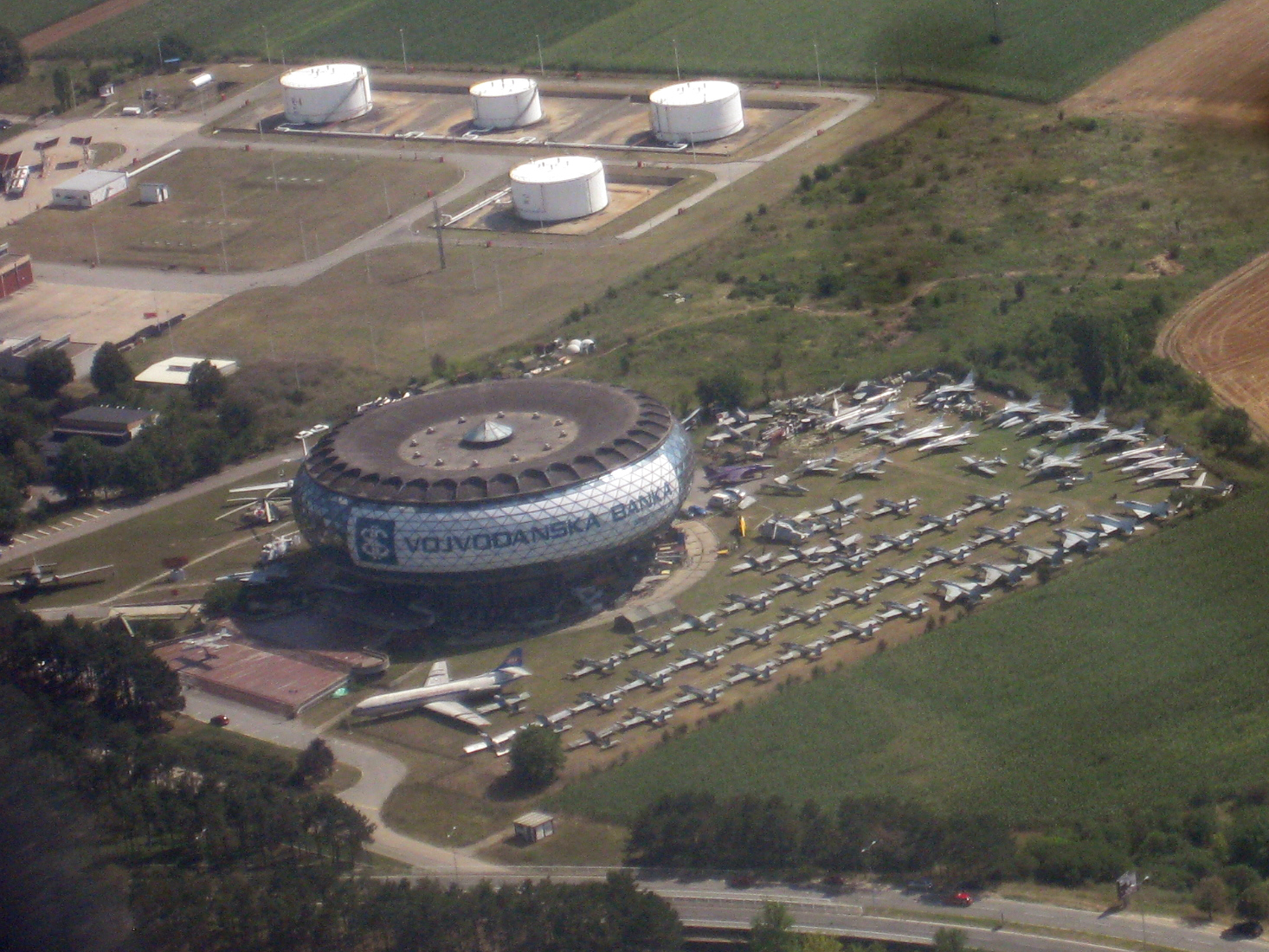
Das Luftfahrtmuseum in Belgrad mit Werbung des Sponsors

Gegründet wurde die heutige Vojvođanska Banka als genossenschaftliche Bank 1868 in Sombor. 1962 erfolgte die vollständige Umwandlung in eine Geschäftsbank und Umbenennung in Privredna banka. Nach Übernahmen der Komercijalna banka in Senta, der Komercijalna banka in Bačka Topola, der Sremska banka in Sremska Mitrovica, der Kreditna banka in Kula und der Banatska banka in Zrenjanin wurde die Bank 1973 in Vojvođanska banka umbenannt. Sie wurde zur führenden Bank im Norden Serbien und eine der größten Banken im damaligen Jugoslawien. 1995 wurde die Bank in eine Aktiengesellschaft umgewandelt und 2006 mehrheitlich von der National Bank of Greece übernommen.
Auch nach der Übernahme durch die NBG hat die Vojvođanska Banka ihre Identität behalten, neu sind etwa wohltätigen Projekte im Rahmen der Corporate Responsibility, wie etwa die Förderung des serbischen Olympischen Komitees und des Luftfahrtmuseums in Belgrad. 2008 wurden die Filialen der National Bank of Greece a.d. Beograd übernommen und integriert.

## Struktur
Die Bank unterhält 23 Niederlassungen und 172 Zweigniederlassungen in Serbien, schwerpunktmäßig befinden sich diese in der Vojvodina und in Zentralserbien, letztere waren Filialen der National Bank of Greece vor der Übernahme der Vojvođanska Banka.